# Thu Cúc đi kiện
Thu Cúc đi kiện (giản thể: 秋菊打官司; pinyin: Qiū Jú dǎ guān sī; Hán-Việt: Thu Cúc đả quan ty) là một bộ phim của Trung Quốc phát hành năm 1992. Phim được đạo diễn bởi Trương Nghệ Mưu và diễn viên chính là Củng Lợi. Nội dung phim dựa trên tiểu thuyết ngắn Vạn gia tố tụng (萬家訴訟) của Trần Nguyên Bân.
Bộ phim kể về Thu Cúc (do Củng Lợi thủ vai), một người phụ nữ tá điền sinh sống tại vùng nông thôn Trung Quốc. Khi chồng bị đá ở hạ bộ, Thu Cúc bèn đi khắp nơi để tìm kiếm sự công bằng cho chồng mình. Bộ phim được giới phê bình đánh giá cao và đã dành nhiều giải thưởng tại các liên hoan phim khác nhau, bao gồm Giải Sư tử vàng tại Liên hoan phim Venezia của Ý.

## Nội dung
Thu Cúc là một phụ nữ tá điền sống tại vùng nông thôn Trung Quốc cùng chồng là Khánh Lai. Cô đang ở giai đoạn cuối của thai kỳ. Một ngày nọ, chồng cô cùng trưởng thôn Vương Thiện Đường xảy ra mâu thuẫn do hiểu lầm, khiến cho trưởng thôn đá mạnh vào hạ bộ của chồng cô. Cú đá mạnh tới nỗi Khánh Lai phải nghỉ việc vài ngày để gặp bác sĩ.
Thu Cúc tới sở cảnh sát địa phương để tố tụng, và sau đó trưởng thôn bị phạt phải trả 200 tệ cho Thu Cúc. Trưởng thôn ném tờ 200 tệ xuống đất và không chịu xin lỗi. Sau đó Thu Cúc cùng với em gái của chồng lên thành phố và gặp công an huyện, người hứa rằng vụ án sẽ sớm được xem xét. Tiền phạt của trưởng thôn tăng lên 250 tệ, nhưng trưởng thôn vẫn nhất quyết không nhận lỗi. Thu Cúc bèn quay lại thành phố và tìm luật sư.
Vụ án được xem xét lại, nhưng mức phạt vẫn là 250 tệ. Thu Cúc bất mãn với kết quả vụ kiện và quyết định lại gặp những người có chức quyền cao hơn để kiện tụng. Sau đó, một số viên chức cấp cao tới làng của Thu Cúc và đưa chồng của cô lên bệnh viện địa phương để chụp phim.
Thời gian thấm thoát trôi qua và mùa đông tới. Nhờ sự giúp đỡ của trưởng thôn, Thu Cúc hạ sinh một bé trai khỏe mạnh và sau một tháng, cô tổ chức tiệc mừng đầy tháng cho con trai. Thu Cúc mời cả trưởng thôn tới, nhưng ông không đến và cảnh sát địa phương thông báo rằng trưởng thôn đã bị bắt sau khi họ xem xét phim chụp của chồng cô có một chiếc xương sườn bị gãy. Đến cuối phim, Thu Cúc cố đuổi theo xe cảnh sát để ngăn chặn, nhưng đã quá muộn.

## Sản xuất
Bộ phim được quay tại tỉnh Thiểm Tây, lấy bối cảnh là một Trung Quốc hiện đại (năm 1992) và nhiều cảnh quay khá giống với một bộ phim tài liệu về một Trung Quốc dưới thời Đặng Tiểu Bình. Nhà phê bình phim Roger Ebert từ tạp chí Chicago Sun-Times khen ngợi những cảnh quay cho thấy cuộc sống giản dị thường ngày của người dân Trung Quốc hơn bất cứ phim nào khác.

## Các giải thưởng
| Năm  | Giải thưởng                      | Hạng mục                                                      | Kết quả   |
| ---- | -------------------------------- | ------------------------------------------------------------- | --------- |
| 1992 | Liên hoan phim Venezia           | Giải Sư tử vàng                                               | Đoạt giải |
| 1992 | Liên hoan phim Venezia           | Giải OCIC                                                     | Đoạt giải |
| 1992 | Liên hoan phim Venezia           | Cúp Volpi cho Nữ diễn viên xuất sắc nhất (diễn viên Củng Lợi) | Đoạt giải |
| 1992 | Liên hoan phim quốc tế Vancouver | Phim phổ biến nhất                                            | Đoạt giải |
| 1992 | Liên hoan phim Trường Xuân       | Con nai vàng                                                  | Đoạt giải |
| 1993 | Giải Kim kê                      | Nữ diễn viên xuất sắc nhất (diễn viên Củng Lợi)               | Đoạt giải |
| 1993 | Giải Kim kê                      | Hình ảnh xuất sắc nhất                                        | Đoạt giải |
| 1993 | Giải thưởng Bách Hoa             | Phim xuất sắc nhất                                            | Đoạt giải |
| 1993 | Hiệp hội phê bình điện ảnh Pháp  | Phim ngoại quốc xuất sắc nhất                                 | Đoạt giải |
| 1994 | Hiệp hội phê bình phim quốc gia  | Phim ngoại quốc xuất sắc nhất                                 | Đoạt giải |
| 1994 | Giải Tinh thần độc lập           | Phim ngoại ngữ xuất sắc nhất                                  | Đoạt giải |